# Lidderdale, Iowa
Lidderdale là một thành phố thuộc quận Carroll, tiểu bang Iowa, Hoa Kỳ. Năm 2010, dân số của thành phố này là 180 người.

## Dân số
Dân số qua các năm:
- Năm 2000: 186 người.
- Năm 2010: 180 người.